# Kvarnsjön (Furuby socken, Småland)
Kvarnsjön är en sjö i Växjö kommun i Småland och ingår i Ronnebyåns huvudavrinningsområde.